# 济娜伊达·基里延科
济娜伊达·米哈伊洛芙娜·基里延科（俄语：Зинаида Михайловна Кириенко；1933年7月9日—2022年2月12日），馬哈奇卡拉人，俄罗斯电影女演员，流行歌手。

## 生平
1933年7月9日生于馬哈奇卡拉。三岁时，父亲格奥尔基·希罗科夫与母亲亚历山德拉·伊万诺娃离婚。随后希罗科夫在大清洗中被捕，再也没有音讯。1942年，伊万诺娃遇到了因为受伤从苏德战争前线撤回的士兵米哈伊尔·基里延科。两人很快结了婚。济娜伊达随了继父的姓。1958年毕业于莫斯科全苏国立电影学院，在同年上映的电影《静静的顿河》中饰演娜塔莉亚，大获成功。1977年被授予俄罗斯苏维埃联邦社会主义共和国人民艺术家荣誉称号。2022年2月12日在莫斯科逝世。葬于特罗耶库罗夫公墓。

## 主要参演
| 年份 | 电影             | 饰演       | 获奖 |
| ---- | ---------------- | ---------- | ---- |
| 1958 | 《静静的顿河》   | 娜塔莉亚   |      |
| 1958 | 《海之歌》       | 卡捷琳娜   |      |
| 1959 | 《一个人的遭遇》 | 伊琳娜     |      |
| 1960 | 《远离祖国》     | 莫妮卡     |      |
| 1977 | 《命运》         | 叶福罗西娅 |      |